# Grmej
Grmej je nenaseljeni otok u Jadranskom moru, zapadno od Maslinice na otoku Šolti. Nalazi se između otoka Stipanska i Balkun.
Površina otočića je 0,039 km². Dužina obalnog pojasa je 723 m.